# تیلور وورث
تیلور وورث (انگلیسی: Taylor Worth؛ زادهٔ ۸ ژانویهٔ ۱۹۹۱) کماندار اهل استرالیا است.
وی در مسابقات کشوری و بین‌المللی در مجموع برندهٔ ۲ مدال طلا، ۱ مدال برنز شده‌است.